# Luigi Annoni
Luigi Annoni (Paderno Dugnano, 9 november 1890 – Legnano, 17 april 1974) was een Italiaans wielrenner. In 1913 tekende Annoni zijn eerste professionele wielercontract bij Stucchi. In 1914 kwam er door Wereldoorlog I een einde aan het eerste deel van zijn carrière. Ook na deze wereldoorlog koos hij voor dezelfde ploeg. In 1922 zette hij definitief een punt achter zijn professionele carrière als wielrenner. 

## Belangrijkste overwinningen
1921
- 6e en 8e etappe Ronde van Italië

1922
- 8e etappe Ronde van Italië

## Resultaten in voornaamste wedstrijden
| Jaar | Ronde van Italië | Ronde van Frankrijk | Ronde van Spanje |
| ---- | ---------------- | ------------------- | ---------------- |
| 1913 |                  |                     |                  |
| 1914 |                  |                     |                  |
| 1919 |                  |                     |                  |
| 1920 |                  |                     |                  |
| 1921 | 10e (2)          |                     |                  |
| 1922 | opgave (1)       |                     |                  |

| Jaar | Milaan-San Remo | Ronde van Lombardije |
| ---- | --------------- | -------------------- |
| 1913 |                 | 4e                   |
| 1914 |                 | 17e                  |
| 1919 |                 |                      |
| 1920 | 17e             |                      |
| 1921 |                 |                      |
| 1922 | 10e             |                      |